# Struna

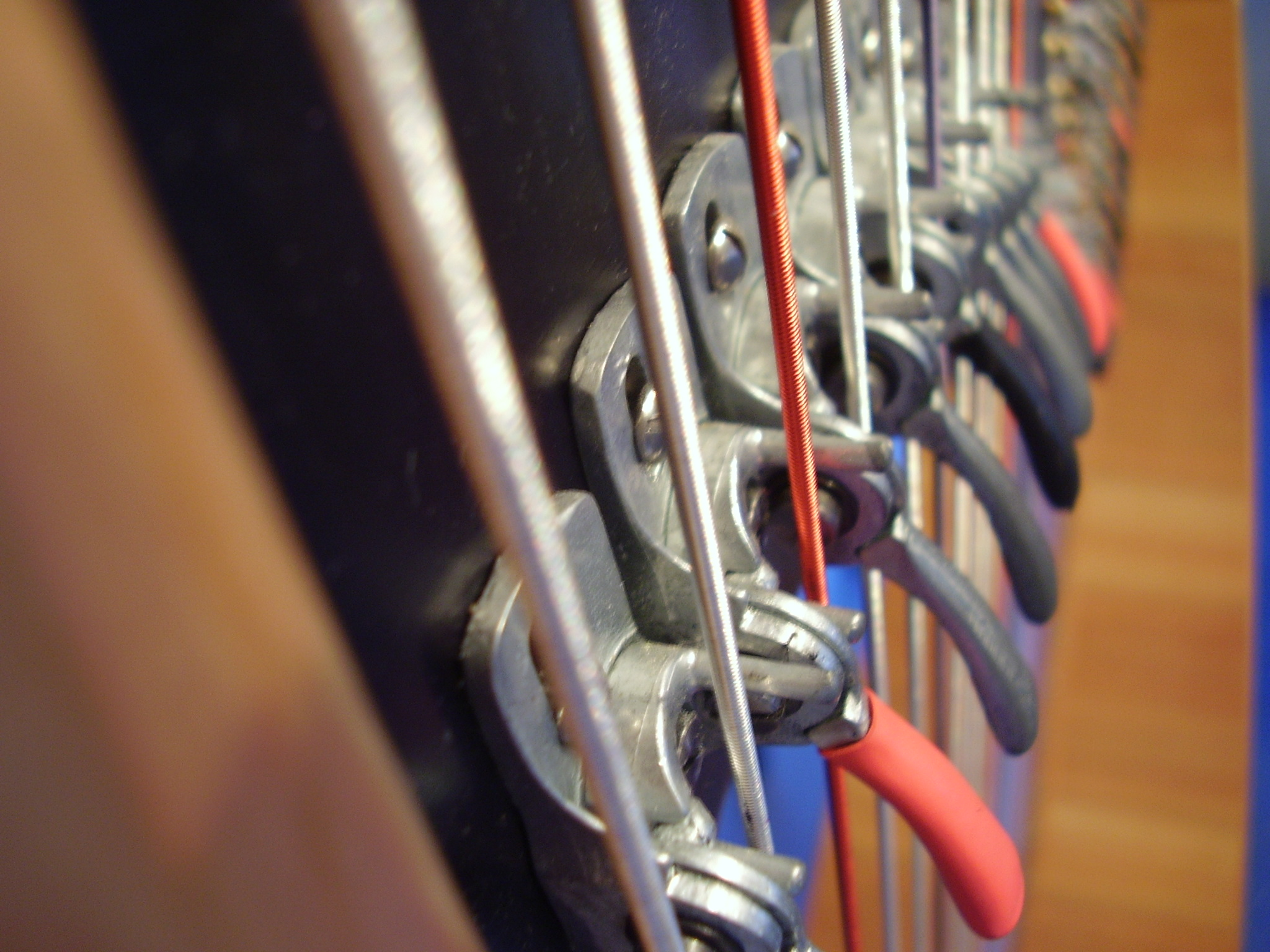
struny na harfě

Struna je drát nebo vlákno, které slouží jako zdroj zvuku u strunných nástrojů, jako je například kytara, viola, harfa nebo klavír.

## Popis
Původně se struny vyráběly ze střev.
Struny mají různou délku a v hudebním nástroji jsou udržovány v napnutém stavu tak, aby mohly volně vibrovat. Struny mohou být „jednoduché“, kdy jsou vyrobeny z jediného materiálu (ocel, nylon, dříve též střeva, žíně, šlachy a další pevné organické materiály) nebo „vinuté“, kdy je jádro z jednoho materiálu obtočeno jiným materiálem pro zvýšení hmotnosti a tloušťky struny. Používají se různé kombinace materiálů (uhlíková ocel, nikl, chrom a nejrůznější slitiny např. bronz).

## Konstrukce struny
Struna musí být v nástroji napnutá. Proto mají struny obvykle na jednom konci kuličku nebo smyčku k upnutí do nástroje. Některé struny jsou chráněny na konci vinutím z hedvábí, struny mohou být kvůli snadné identifikaci barevně označeny.
Tón struny závisí na její váze a průměru - tloušťce. Obvykle se průměr struny uvádí v tisícinách palce. Tedy např. struna s označením 9 má tloušťku 0,009 palce (odpovídá 0,225 mm). Čím je tloušťka větší, tím větší je i hmotnost struny. Těžší struny ale vyžadují také větší napětí k dosažení stejné výšky tónu. Napnutou strunu je obtížnější přitlačit k pražci. Těžší struny vydávají hlasitější a plnější tón.
Ocelové kytarové struny se obvykle prodávají v sadách. Sada obsahuje všechny struny, které se na nástroj dávají. Sady jsou označeny podle tloušťky první struny (např. 9), nebo se používají dvě čísla, která označují tloušťku první a poslední struny v sadě (např. 9-45). 
Příklad průměrů strun D'Addario (v palcích)
| Název                           | 1 (E) | 2 (H) | 3 (G) | 4 (D) | 5 (A) | 6 (E) |
| ------------------------------- | ----- | ----- | ----- | ----- | ----- | ----- |
| Extra super light (8-38)        | .008  | .010  | .015  | .021  | .030  | .038  |
| Super light (9-42)              | .009  | .011  | .016  | .024  | .032  | .042  |
| Regular light (10-46)           | .010  | .013  | .017  | .026  | .036  | .046  |
| Extra light w/heavy bass (9-46) | .009  | .013  | .021  | .029  | .036  | .046  |
| Medium (11-49)                  | .011  | .014  | .018  | .028  | .038  | .049  |
| Heavy (12-54)                   | .012  | .016  | .020  | .032  | .042  | .054  |
| Extra heavy (13-62)             | .013  | .017  | .026  | .036  | .046  | .062  |

Struny pro basovou kytaru mají obvykle následující tloušťky. Pozor, další struny (5. a 6.) se obvykle prodávají zvlášť.
| Název           | 1 (G) | 2 (D) | 3 (A) | 4 (E) | 5 (H) |
| --------------- | ----- | ----- | ----- | ----- | ----- |
| Light (40-100)  | .040  | .060  | .080  | .100  | .130  |
| Medium (45-105) | .045  | .065  | .085  | .105  | .130  |

## Jádro
Nejčastěji se používají kovy - ocel nebo bronz. Používají se i přírodní (hedvábí, střívka) nebo syntetické materiály (nylon, kevlar).

## Vinutí
Nejčastěji se používá hliník, bronz, měď, chrom, stříbro a nikl.

## Vibrace struny
Na znějící struně vzniká tzv. stojaté vlnění. Struna vibruje v celém harmonickém spektru. Základní frekvence je nejhlubší a nejhlasitější. Závisí na hustotě, délce a napětí struny. Tato frekvence je vnímána jako výška tónu. Nad touto frekvencí zní další harmonické tóny, které jsou tišší a vyšší. Např. zní-li základní tón na frekvenci 440 Hz (komorní A), pak přeznívají další frekvence – 880 Hz, 1320 Hz, 1760 Hz, 2200 Hz, atd.
Základní tón struny odpovídá stojatému vlnění se dvěma uzly na koncích. U řady hudebních nástrojů, zejména smyčcových, lze pak hrát tzv. flažolety kdy se zlehka přidrží prst u struny a rozezněním struny se dosáhne vyšších harmonických tónů; například dotykem uprostřed struny zní tón o oktávu vyšší než základní tón.